# Hermann Kündig (Politiker)
Hermann Kündig (* 13. Januar 1905 in Stein; † 20. Januar 1998 ebenda; heimatberechtigt in Bauma) war ein Schweizer Textilunternehmer, Kantonsrat und Regierungsrat aus dem Kanton Appenzell Ausserrhoden. 

## Leben
Hermann Kündig war ein Sohn von Hermann Kündig, Bäcker, Wirt und Kantonsrat, und Babetta Gähler. Er heiratete Olga Styger, Tochter von Johann Jakob Styger, Stick- und Webfabrikanten sowie Gemeindehauptmann. Kündig absolvierte eine kaufmännische Lehre in einer Stickereiexportfirma in St. Gallen. Bis 1929 arbeitete er als Abteilungsleiter in einer Schifftransportfirma in Antwerpen. Im Jahr 1930 trat er in die Heimweberei des Bruders seines Schwiegervaters in Stein AR ein. Er übernahm 1934 den Betrieb. Für diesen entwickelte Kündigs Frau mit dem Schweizer Heimatwerk originelle Gewebemuster. Im Jahr 1962 erfolgte die Umwandlung in eine Aktiengesellschaft. 
Von 1935 bis 1943 sass er im Gemeinderat in Stein. Ab 1941 bis 1951 amtierte er als freisinniger Ausserrhoder Kantonsrat. Von 1951 bis 1966 hatte er das Amt des Regierungsrats inne. Bis 1960 stand er in dieser Funktion der Justizdirektion, danach der Militär- und Polizeidirektion vor. Von 1962 bis 1965 war er Ausserrhoder Landammann. 
Ab 1949 bis 1971 gehörte er der Kantonalbankverwaltung an. Diese präsidierte er von 1965 bis 1971. Von 1958 bis 1981 sass er im Verwaltungsrat der Säntis-Schwebebahn. Ab 1960 bis 1977 stand er diesem als Präsident vor. Von 1977 bis 1981 war er dessen Delegierter.